# HSM Europa - Amerika
De serie HSM Europa - Amerika was een serie normaalsporige stoomlocomotieven van de Hollandsche IJzeren Spoorweg-Maatschappij (HSM).
In navolging van de tien door Borsig in Berlijn gebouwde locomotieven Groningen - Limburg, werden in 1870 vier nieuwe locomotieven Europa - Amerika door dezelfde fabriek aan de HSM geleverd. Naast de namen van werelddelen, Europa, Azia,  Afrika en Amerika, gaf de HSM deze de volgnummers 36-39.
Deze vier locomotieven weken op enkele verbeteringspunten af van de eerdere tien. Ook werden deze vier met een open machinistenhuis geleverd, dat later werd voorzien van zijwanden en een dak. Vanaf 1893 werden deze locomotieven van bij de HSM met het type P1 aangeduid.
De locomotieven waren bedoeld voor het trekken van personentreinen.
In 1908 werd de 37 Azia als eerste van deze serie afgevoerd, gevolgd door de 39 Amerika in 1914. In 1917 werden de overige twee locomotieven afgevoerd. Er is geen exemplaar bewaard.
| Fabrieksnummer | Naam    | HSM nummer | In dienst | Uit dienst | Bijzonderheden |
| -------------- | ------- | ---------- | --------- | ---------- | -------------- |
| 2639           | Europa  | 36         | 1870      | 1917       |                |
| 2640           | Azia    | 37         | 1870      | 1908       |                |
| 2641           | Afrika  | 38         | 1870      | 1917       |                |
| 2642           | Amerika | 39         | 1870      | 1914       |                |